# Dječja autosjedalica
Dječja autosjedalica predstavlja sigurnosni sustav koji je prilagođen malom tijelu djeteta. Postavlja se na sjedište automobila. Pričvršćuje se sigurnosnim pojasevima ili ISOFIX sustavom. U Hrvatskoj kao i u drugim zemljama zakonski je propisana uporaba sjedalice: U Republici Hrvatskoj djeca do 150 cm visine moraju se prevoziti u autosjedalici. Iznimka su djeca između 135 cm i 150 cm koja se smiju vezati samo pojasom automobila ako se pojas može pravilno postaviti, bedreni dio pojasa preko kukova, dijagonalni dio pojasa preko sredine ramena, te ako djetetova koljena prelaze preko ruba sjedala, a leđa su u potpunosti naslonjena na naslon sjedala.
Autosjedalice prate rast djeteta i podijeljene su na razne težinske skupine.
Svaka autosjedalica ima rok trajanja koji propisuje proizvođač. Nakon isteka tog roka proizvođač ne jamči da će autosjedalica zaštiti dijete u slučaju sudara.

## Vanjske poveznice
- ADAC Test Autosjedalica 2018. Godine!  Arhivirana inačica izvorne stranice od 21. travnja 2019. (Wayback Machine)
- Edukativni filmovi kako pravilno postaviti autosjedalicu i vezati dijete